# Ludolf
Ludolf – imię męskie pochodzenia germańskiego, złożone z członów hlud – sława i wulf – wilk. Oznacza „sławny wilk”. Jednym z jego patronów jest św. Ludolf, biskup z Ratzeburga.
Wystąpiło w języku polskim jako Lutolf w 1257 r. i jako Ludolf w 1265 r.. Współcześnie w Polsce nie występuje.
Ludolf imieniny obchodzi 29 marca i 13 sierpnia.
Żeński odpowiednik: Ludolfina

## Mężczyźni o imieniu Ludolf
- Ludolf Karl Adelbert von Chamisso,
- Ludolf Lotaryński,
- Ludolf König von Wattzau,
- Ludolf Christian Treviranus.